# NGC 4574
NGC 4574 este o emission-line galaxy⁠(d) situată în constelația Centaurul. A fost descoperită în 20 aprilie 1835 de către John Herschel. Se află la o distanță de 37,15 de megaparseci de Pământ.